# Marmalade
Pour les articles homonymes, voir Marmelade.
Marmalade est un groupe de rock écossais originaire de Glasgow.

## Histoire
Marmalade est un groupe écossais de pop rock, de Glasgow, formé à l'origine en 1961, appelé d'abord Les Gaylords, puis les Dean Ford. En 1966, sur les conseils de leur agent Mike Smith, ils changent le nom du groupe pour The Marmalade.
En 1964, ils signe avec Columbia (EMI) avec Norrie Paramor et enregistre quatre singles, dont une reprise du tube américain de Chubby Checker, Twenty Miles, qui est bien vendu localement. Le groupe devient connu en Écosse, ils décident d'essayer au Royaume-Uni.
En 1965, ils passent un long séjour en Allemagne, au Storyville à Cologne et à Duisbourg, avant de s'installer à Londres, où ils commencent à se construire une réputation dans les clubs.
En 1967, sort le single I See The Rain, écrit par Junior Campbell (en) et Dean Ford.
Le jeudi 19 janvier 1967, s'est avéré être un tournant majeur dans l'évolution du groupe quand ils font leurs débuts au London Marquee Club, le même soir dans le même club, jouait le Pink Floyd. Ils ont fait une tournée avec The Who, Joe Cocker, Gene Pitney et The Tremeloes. Ils ont joué au "Windsor Jazz and Rock Festival" en 1967, jouant avant Jerry Lee Lewis.
En 1972, Marmalade recrute un nouveau batteur, Dougie Henderson, et le guitariste Hugh Nicholson, un ex-membre de The Poets, un autre groupe de l'Écosse. Après le départ de Campbell, Pat Fairley quitte le groupe. Nicholson quitte le groupe en 1973 pour former les Blue, il est remplacé par Mike Japp, un guitariste de rock du groupe gallois 'Thank You'.

## Membres du groupe
- Dean Ford : né Thomas McAleese, le 5 septembre 1946, à Coatbridge, en Écosse, chanteur et mort le 1er janvier 2019.
- Junior Campbell : né William Campbell, le 31 mai 1947, à Glasgow, guitariste.
- Graham Knight : né John Graham Knight, le 8 décembre 1943, à Glasgow, bassiste and vocaliste.
- Pat Fairley : né Patrick Fairley, le 14 avril 1943, à Glasgow, guitariste.
- Alan Whitehead : né le 24 July 1945, à Oswestry, dans le Shropshire, en Angleterre, batterie.

## Discographie
Le groupe a produit 9 albums :
- There's a Lot of It About (1969)
- Reflections of My Life  (1970)
- Songs (1971)
- Ob La Di, Ob La Da (1973)
- Our House Is Rocking  (1974)
- The World of Marmalade  (1976)
- The Only Light on My Horizon Now (1977)
- Doing It All for You  (1979)
- Marmalade (publié seulement aux États-Unis) (1981)